# Saison 2009 des Angels de Los Angeles d'Anaheim
La Saison 2009 des Angels de Los Angeles d'Anaheim est la 49e saison en ligue majeure pour cette franchise.
Cette saison, les joueurs arborent plusieurs patchs sur leur maillot. Pour honorer la mémoire de Preston Gómez, instructeur et recruteur de longue date chez les Angels, décédé durant l'inter-saison, un patch sur manche droite montre un diamant noir avec le nom Preston. À la suite du décès de Nick Adenhart le 9 avril, un patch noir avec le nom et numéro du joueur (34) est ajouté.
Champions de la Division ouest de la Ligue américaine, les Halos écartent sèchement (3-0) les Red Sox de Boston en Série de Division avant de buter sur les Yankees de New York en Série de Ligue (2-4).

## Intersaison

### Arrivées

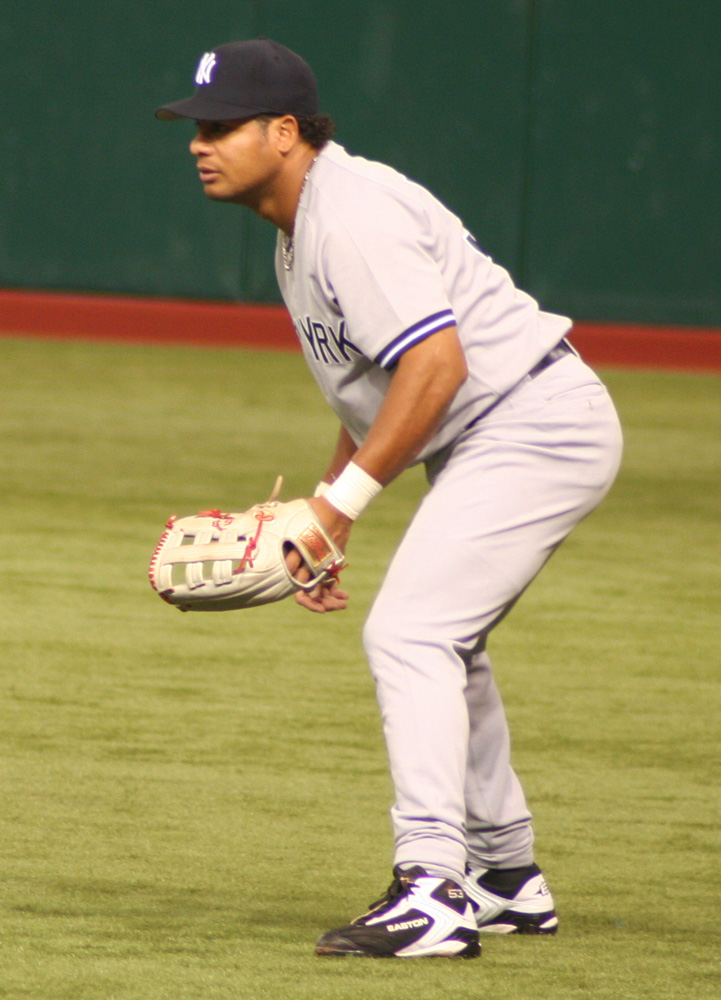
Bobby Abreu passe des Yankees aux Angels.

- Brian Fuentes, en provenance des Rockies du Colorado.
- Bobby Abreu, en provenance des Yankees de New York.

### Départs
- Mark Teixeira, chez les Yankees de New York.
- Garret Anderson, chez les Braves d'Atlanta.
- Casey Kotchman, chez les Braves d'Atlanta.
- Jon Garland, chez les Rockies du Colorado.
- Darren O'Day, chez les Mets de New York.
- Francisco Rodríguez, chez les Mets de New York.
- Chris Bootcheck, chez les Pirates de Pittsburgh.

### Cactus League
Basés au Tempe Diablo Stadium à Tempe en Arizona, le programme des Angels comprend 33 matches de pré-saison entre le 25 février et le 1er avril.
La pré-saison s'achève du 2 au 4 avril avec trois matches joués en Californie : le 2 face aux Dodgers de Los Angeles au Dodger Stadium, le 3 contre les Padres de San Diego au Petco Park de San Diego, puis le 4 toujours face aux Padres, à l'Angel Stadium cette fois.
En excluant la rencontre face à l'équipe d'Afrique du Sud (victoire 13-6), les Angels affichent un bilan de pré-saison de 26 victoires pour 8 défaites, soit la meilleure performance sur 14 en Cactus League et la meilleure sur 14 pour une franchise de la Ligue américaine.

## Saison régulière

### Classement
| Ligue américaine (Division Ouest) | V  | D  | %    | GB |
| --------------------------------- | -- | -- | ---- | -- |
| Angels d'Anaheim                  | 97 | 65 | .599 | -- |
| Rangers du Texas                  | 87 | 75 | .537 | 10 |
| Mariners de Seattle               | 85 | 77 | .525 | 12 |
| Athletics d'Oakland               | 75 | 87 | .463 | 22 |

### Résultats

#### Avril
L'ouverture est programmée à domicile le 6 avril face aux Oakland Athletics. Les Angels s'imposent 3-0 lors du match d'ouverture avec Joe Saunders comme lanceur partant, puis s'inclinent lors des deux matches suivants. Le quatrième et dernier match de la série d'ouverture face aux Athletics est reporté en raison du décès du jeune lanceur Nick Adenhart. Présent sur le monticule le 8 avril, il est victime quelques heures plus tard d'un accident de la route : un chauffard ivre ne respecte pas un feu rouge.

## Séries éliminatoires

### Série de division
| # | Date       | Adversaire | Score | Vic.         | Déf.           | Sauv.       | Affluence | Bilan |
| - | ---------- | ---------- | ----- | ------------ | -------------- | ----------- | --------- | ----- |
| 1 | 8 octobre  | Red Sox    | 0 - 5 | Lackey (1-0) | Lester (0-1)   |             | 45 070    | 1-0   |
| 2 | 9 octobre  | Red Sox    | 1 - 4 | Weaver (1-0) | Beckett (0-1)  | Fuentes (1) | 45 223    | 2-0   |
| 3 | 11 octobre | @ Red Sox  | 7 - 6 | Oliver (1-0) | Papelbon (0-1) | Fuentes (2) | 38 704    | 3-0   |

### Série de championnat
| # | Date       | Adversaire | Score                                       | Vic.                                        | Déf.                                        | Sauv.                                       | Affluence                                   | Bilan                                       |
| - | ---------- | ---------- | ------------------------------------------- | ------------------------------------------- | ------------------------------------------- | ------------------------------------------- | ------------------------------------------- | ------------------------------------------- |
| 1 | 16 octobre | @ Yankees  | 4 - 1                                       | Sabathia (2-0)                              | Lackey (1-1)                                | Rivera (2)                                  | 49 688                                      | 0-1                                         |
| 2 | 17 octobre | @ Yankees  | 4 - 3 (13)                                  | Robertson (1-0)                             | Santana (0-1)                               |                                             | 49 922                                      | 0-2                                         |
| 3 | 19 octobre | Yankees    | 5 - 4 (11)                                  | Santana (1-1)                               | Aceves (0-1)                                |                                             | 44 911                                      | 1-2                                         |
| 4 | 20 octobre | Yankees    | 10 - 1                                      | Sabathia (2-0)                              | Kazmir (0-1)                                |                                             | 45 160                                      | 1-3                                         |
| 5 | 22 octobre | Yankees    | 6 - 7                                       | Jepsen (1-0)                                | Hughes (0-1)                                | Fuentes (1)                                 | 45 113                                      | 2-3                                         |
| - | 24 octobre | @ Yankees  | match reporté (pluie) Reporté au 25 octobre | match reporté (pluie) Reporté au 25 octobre | match reporté (pluie) Reporté au 25 octobre | match reporté (pluie) Reporté au 25 octobre | match reporté (pluie) Reporté au 25 octobre | match reporté (pluie) Reporté au 25 octobre |
| 6 | 25 octobre | @ Yankees  | 2 - 5                                       | Pettitte (1-0)                              | Saunders (0-1)                              | Rivera (2)                                  | 50 173                                      | 2-4                                         |